# Hemiandrus focalis
Hemiandrus focalis is een rechtvleugelig insect uit de familie Anostostomatidae. De wetenschappelijke naam van deze soort is voor het eerst geldig gepubliceerd in 1896 door Hutton.